# Protopterus dolloi
Protopterus dolloi es una especie de sarcopterigio dipnoo de la familia Protopteridae de África Central, en los ríos Congo, Kouilou-Niari y Ogooué. Es una de las cuatro especies vivientes del género Protopterus.

## Hábitat
Es un pez de agua dulce que habita en gran parte de la cuenca media e inferior del río Congo. Se trata principalmente de un pez demersal, es decir que vive en los lechos de los ríos de las cuencas mencionadas, además del lago Stanley Pool. Durante la temporada de desove, las hembras se pueden encontrar en aguas abiertas.

## Biología
Tiene un cuerpo anguiliformex de color marrón; los ejemplares juveniles tienen manchas negras en todo el cuerpo, las cuales generalmente desaparecen al llegar a la adultez. Como todos los peces pulmonados africanos, la necesidad de aire atmosférico es obligatoria y es capaz de estivar, aunque generalmente no lo hace.

## Reproducción
La época de reproducción ocurre generalmente entre junio y octubre. Durante este período de tiempo el macho construye un nido y lo entierra en el barro, comportamiento no muy diferente al habitual. Son los machos quienes se encarga de los huevos y las larvas durante este tiempo mientras que las hembras vagan por los ríos que frecuentan habitualmente.